# Sorrentino (famiglia)
La famiglia Sorrentino è una famiglia storicamente appartenente alla nobiltà italiana.
Tra i loro titoli si annoverano quelli di: Patrizio di Amalfi, Patrizio di Sorrento, Barone di Corcumello e Poggio Filippo, Barone di Pomigliano d'Atella.
La famiglia Sorrentino, cognominata Molignani, fu patrizia di Sorrento. Originaria di Amalfi, fu sempre annoverata tra le famiglie nobili della città, con tracce documentate che risalgono fino all'anno 1105. 
La famiglia è parte di quelle ascritte al Sedile di Gaeta, appartenente al rango delle famiglie Nobili viventi, così dette poiché i membri di esse vivevano nobilmente.

## Storia
Mariano Molignano servì come milite sotto gli Aragonesi e fu insignito dal re del soprannome di Sorrentino. Da allora, i suoi discendenti adottarono il nome Molignano Sorrentino, che col tempo venne abbreviato semplicemente in Sorrentino.
Francesco, figlio di Mariano, si distinse per il suo contributo alla cacciata dei francesi dal Regno di Napoli, in particolare nella battaglia del Garigliano del 1503. Per i suoi meriti, ricevette un diploma da Ferdinando II d'Aragona nel 1507 e venne riconosciuto e dichiarato nobile, insieme ai suoi discendenti di entrambi i sessi, per tutte le generazioni future. Fu insignito di tutti i titoli, onori, dignità e privilegi concessi agli altri nobili e militi del regno. Le armi di famiglia furono confermate e arricchite con l’aggiunta di un leone rampante, simbolo della propria grandezza d’animo.
Francesco possedeva i feudi di Corcumello e Poggio Filippo in Terra d'Abruzzo, e di Pomigliano d'Atella in Terra di Lavoro. Sposò Troiana Comes e ebbe un figlio, Giacomo († 1527), che, unito in matrimonio con Cornelia Pagano, ebbe come erede dei feudi il figlio Ortenzio. Poiché Ortenzio non ebbe discendenza, gli succedette suo fratello Francesco, sposato con Isabella Origlia, dal quale nacque Ascanio. Quest’ultimo, unito ad Antonia Milano, ebbe un figlio, Francesco, che prestò servizio come capitano di mare e morì nel 1610 senza lasciare discendenti.
La famiglia ottenne un ulteriore privilegio con un diploma del 1656, in cui si legge: in riconoscimento del contributo di Francesco († 1610), ultimo barone di Pomigliano d'Atella, fu concesso un assegno annuo di duecento ducati, con la possibilità di prorogarlo per un'altra vita. Poiché né lui né il fratello minore Giuseppe (sposato con Agnese Vasquez, appartenente a una nobile famiglia spagnola) poterono beneficiare di tale assegno, Domenico, figlio di Giuseppe, U.J.D. e giureconsulto, ottenne in cambio la promessa di un incarico a Corte, adeguato alla nobiltà della sua famiglia. Domenico era sposato con Margherita Gentile, patrizia di Barletta, discendente dagli antichi conti di Lesina.
Domenico, insieme a Margherita Gentile, ebbe due figli: Pelagio, il quale ha una discendenza tramite Maria Carmela, sposa del barone Giacomo Cosenza; e Urbano Baldassarre, che sposò Giovanna de Rosa. Urbano e Giovanna ebbero un unico figlio, Domenico (1731-1806), che si unì in matrimonio con Orsola dei conti Annubba, appartenente a una famiglia patrizia di Benevento. Da questa unione nacquero: Filippo (nato nel 1770), che sposò Marianna Bernalli, dei marchesi di Santa Lucia, e da cui derivò Domenico, padre di Francesco, il quale ebbe una figlia di nome Flora; e Baldassarre (1772-1848), sposo di Paola Felice Affaitati, anch’essa di famiglia patrizia di Monopoli. Tra i vari figli di Baldassarre, ci sono Cesare, che non ha avuto discendenza, Adelaide, vedova del barone Nicola Bonazzi di Sannicandro, patrizio di Bergamo e Bari, e Gennaro, che sposò Giuseppa Santamaria e da cui nacquero Achille (n. 1836) e Angela.
La famiglia, registrata nel Libro d'oro della nobiltà italiana del 1922, fu accettata nella Compagnia delle Regie Guardie del Corpo nel 1835 grazie alla certificazione di nobiltà generosa.

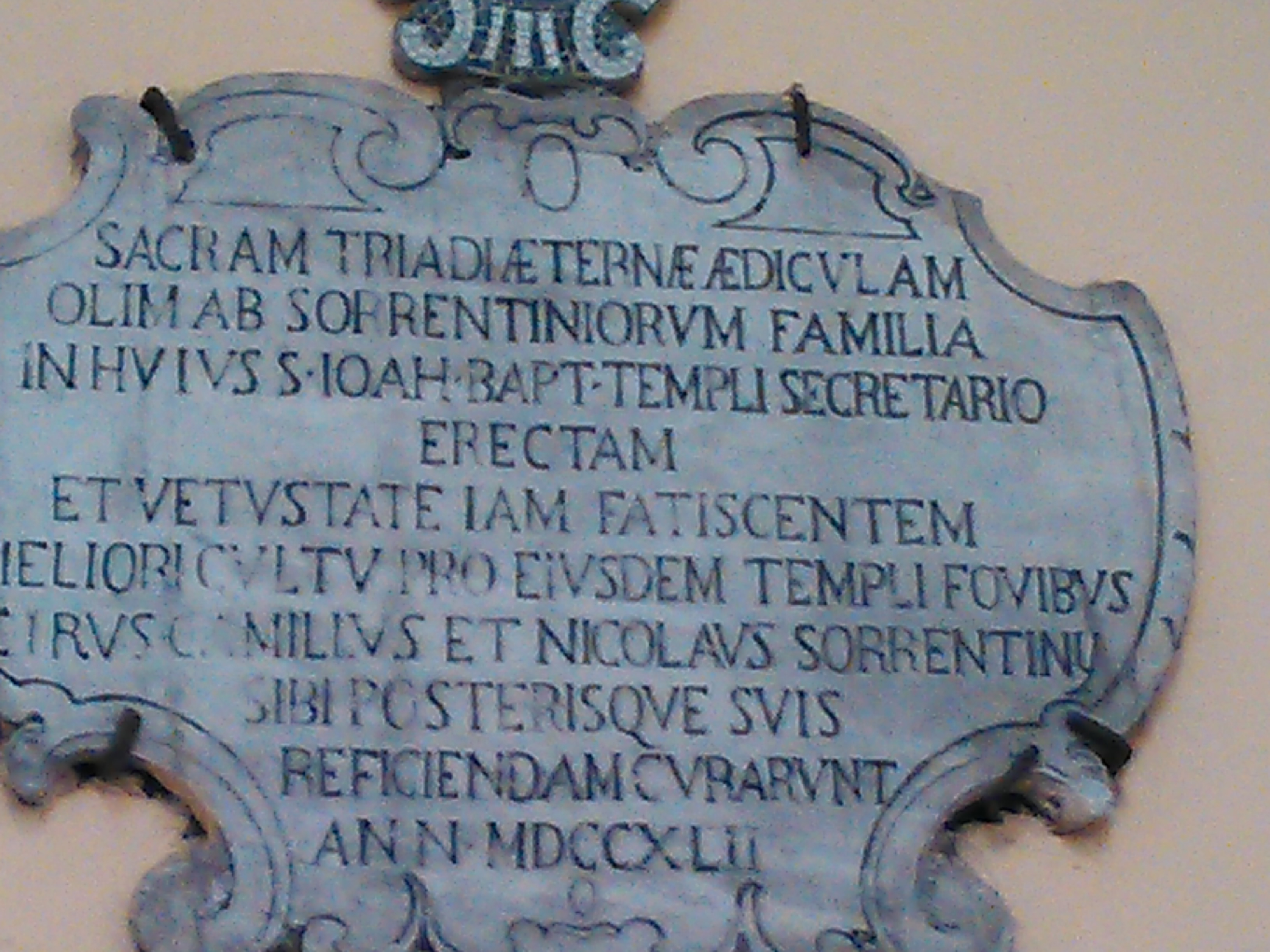
Lapide della famiglia Sorrentino.

Il ramo Sorrentino d'Afflitto si è estinto nel 1911 con la morte del nobile Giuseppe Sorrentino d'Afflitto.